# Breznica (Bujanovac)
Pour les articles homonymes, voir Breznica.
Breznica (en serbe cyrillique : Брезница ; en albanais : Breznica) est une localité de Serbie située dans la municipalité de Bujanovac, district de Pčinja. En 2002, elle comptait 1 362 habitants, dont 1 334 Albanais (97,94 %).
En septembre 2011, l'assemblée des députés albanais de Preševo, Bujanovac et Medveđa a incité les Albanais de Serbie à boycotter le recensement prévu pour le mois d'octobre de cette année-là ; de ce fait, aucun chiffre de population n'a été communiqué pour les localités de la municipalité de Bujanovac.

## Démographie
| 1948  | 1953  | 1961  | 1971  | 1981  | 1991  | 2002  |
| ----- | ----- | ----- | ----- | ----- | ----- | ----- |
| 1 146 | 1 242 | 1 331 | 1 489 | 1 555 | 1 423 | 1 362 |

|  |

En 2012, la population de Breznica était estimée à 1 317 habitants.